# Pitkäjärvi (sjö i Lieksa, Norra Karelen, 63,37 N, 29,97 Ö)
Pitkäjärvi är en sjö i kommunen Lieksa i landskapet Norra Karelen i Finland. Den är 7,1 meter djup. Arean är 36 hektar och strandlinjen är 4,25 kilometer lång. Sjön  ingår i Vuoksens huvudavrinningsområde.   Den ligger omkring 86 kilometer norr om Joensuu och omkring 440 kilometer nordöst om Helsingfors. 